# Глеофиллум
Глеофи́ллум (лат. Gloeophyllum) — род грибов из семейства Глеофилловых (Gloeophyllaceae).

## Биологическое описание
- Плодовые тела однолетние или многолетние, шляпочные, подкововидной или розетковидной формы, жёсткие или деревянистые, с тёмно-коричневой или сероватой, нередко зонистой, гладкой или ворсистой верхней поверхностью. Гименофор трубчатый, пластинчатый или лабиринтовидный, окрашен в ржаво-коричневые или умброво-коричневые тона.
- Мякоть коричневого цвета.
- Споры неамилоидные, гладкие, цилиндрической формы, тонкостенные. Цистиды присутствуют или отсутствуют, гладкие[1].

## Экология
Представители рода вызывают бурую гниль. В северном полушарии произрастают главным образом на хвойных, в тропиках предпочитают твёрдые породы деревьев.

## Виды
Род Глеофиллум включает 12—13 видов.
- Gloeophyllum abietinum (Bull.) P. Karst., 1879
- Gloeophyllum carbonarium (Berk. & M.A. Curtis) Ryvarden, 1984
- Gloeophyllum concentricum G. Cunn., 1965
- Gloeophyllum juniperinum (Teng & L. Ling) Teng, 1963
- Gloeophyllum mexicanum (Mont.) Ryvarden, 1982
- Gloeophyllum nigrozonatum Murrill, 1908
- Gloeophyllum odoratum (Wulfen) Imazeki, 1943 — Глеофиллум пахучий, или трутовик пахучий
- Gloeophyllum protractum (Fr.) Imazeki, 1943
- Gloeophyllum sepiarium (Wulfen) P. Karst., 1882 — Глеофиллум заборный, или трутовик заборный
- Gloeophyllum striatum (Fr.) Murrill, 1905
- Gloeophyllum subferrugineum (Berk.) Bondartsev & Singer, 1941
- Gloeophyllum trabeum (Pers.) Murrill, 1908